# Auer, Sydtyrolen
Auer är en ort och kommun i provinsen Sydtyrolen i regionen Trentino-Sydtyrolen i Italien. Kommunen hade 3 825 invånare (2018).